# Charles Itandje
Charles-Hubert Itandje  (* 2. November 1982 in Bobigny, Frankreich) ist ein ehemaliger kamerunisch-französischer Fußballtorwart. Neben der französischen Staatsbürgerschaft besitzt er auch die von Kamerun, da seine Eltern aus diesem Land stammen.

## Karriere

### Verein
Charles Itandje spielte in seiner Jugend bei mehreren französischen Vereinen. Den Sprung in den Profifußball schaffte er 2001 mit seinem Wechsel zum Erstligisten RC Lens, spielte jedoch anfänglich noch in der zweiten Mannschaft. Sein Debüt gab der Torhüter eineinhalb Jahre später, am 1. Dezember 2002 beim Ligaspiel gegen EA Guingamp. Danach wurde er schnell zum Stammtorhüter der Profis in Lens. Bis 2007 absolvierte er dort 170 Spiele. Im August 2007 wechselte Itandje nach England zum FC Liverpool. Obwohl die Reds ein Jahr später mit Diego Cavalieri einen weiteren Torhüter neben Pepe Reina verpflichteten, blieb der Franzose beim Premier-League-Verein. Wegen mangelnder Ernsthaftigkeit anlässlich des 20. Jahrestages der Hillsborough-Katastrophe wurde er im April 2009 für zwei Wochen suspendiert. Im August 2009 wechselte er auf Leihbasis zum griechischen Erstliga-Aufsteiger AO Kavala und absolvierte bis zum Saisonende 19 Spiele in der Super League.
Im Dezember 2010 kehrte Itandje nach Griechenland zurück. Bei Atromitos Athen unterschrieb er einen bis 2013 gültigen Kontrakt und verdrängte den Schweden Jonas Sandqvist aus dem Kader, dessen Vertrag aufgelöst wurde. In der Super League 2011/12 erreichte der Franzose mit Atromitos einen beachtlichen vierten Tabellenplatz. In den dadurch erreichten Play-offs der UEFA Europa League 2012/13 scheiterte die Athener Mannschaft jedoch knapp mit 1:2 nach zwei Spielen gegen den englischen Vertreter Newcastle United.
Für die Spielzeit 2013/14 lieh ihn sein Verein PAOK Thessaloniki in die türkische Süper Lig zum Aufsteiger Torku Konyaspor aus. Mit Saisonende kehrte er zu PAOK zurück.
Zur Saison 2015/16 wechselte er zum türkischen Erstligisten Çaykur Rizespor. Zum Saisonende wurde er auf die Verkaufsliste gesetzt und wechselte zur neuen Spielzeit zum Ligarivalen Gaziantepspor. Im Frühjahr 2017 zog er zum Ligarivalen Adanaspor weiter und spielte hier bis zum Saisonende.

### Nationalmannschaft
Itandje begann seine Nationalmannschaftskarriere in der französischen U-21-Auswahl und spielte für diese 2002 eine Partie. Anschließend wurde er elf Jahre von den Verantwortlichen des französischen Fußballverbandes nicht mehr berücksichtigt.
2013 erhielt er von der kamerunischen Nationalmannschaft das Angebot, fortan in dieser Nationalmannschaft spielen zu können. Itandje stimmte dem Angebot zu und gab am 24. März 2013 sein Länderspieldebüt für Kamerun.

## Erfolge
Mit Torku Konyaspor
- TSYD-Pokal (Ankara): 2013

## Trivia
- Der 1,94 m große Itandje wurde bekannt durch seine Tänze, mit denen er bei Elfmetern die Schützen verunsicherte.